# Stanisław Kazimierz Zdzitowiecki
Stanisław Kazimierz Zdzitowiecki (Barczkowice, 15 febbraio 1854 – Włocławek, 11 febbraio 1927) è stato un vescovo cattolico polacco.

## Biografia
Nacque a Barczkowice, vicino a Kamieńsk, nel 1804 da una famiglia appartenente alla nobiltà terriera. Compiuti gli studi ginnasiali a Piotrków, nel 1872 fu ammesso al seminario metropolitano di Varsavia. Ordinato prete nel 1876, prestò servizio pastorale come vicario parrocchiale a Wola, Solec e Leszno; fu poi inviato a Roma per studiare diritto canonico presso la Pontificia Università Gregoriana, dove si laureò nel 1884.
Rientrato in patria, si stabilì nella diocesi di Sandomierz: fu canonico della cattedrale, cancelliere di curia, docente al seminario, parroco, vicario capitolare e nel 1901, dopo la morte del vescovo Antoni Franciszek Sotkiewicz, divenne amministratore diocesano.
Eletto vescovo di Cuiavia-Kalisz, fu consacrato il 23 novembre 1902 a San Pietroburgo dal vescovo Jerzy Józef Elizeusz Szembek. Compì numerose visite della diocesi e favorì la stampa cattolica fondando la rivista Ateneum Kapłańskie.
Nel 1910 incoronò l'immagine della Beata Vergine di Częstochowa.
Dopo l'indipendenza della Polonia, partecipò alla riorganizzazione delle diocesi della nazione.
Morì a Włocławek nel 1927.

## Genealogia episcopale e successione apostolica
La genealogia episcopale è:
- Cardinale Scipione Rebiba
- Cardinale Giulio Antonio Santori
- Cardinale Girolamo Bernerio, O.P.
- Vescovo Claudio Rangoni
- Arcivescovo Wawrzyniec Gembicki
- Arcivescovo Jan Wężyk
- Vescovo Piotr Gembicki
- Vescovo Jan Gembicki
- Vescovo Bonawentura Madaliński
- Vescovo Jan Małachowski
- Arcivescovo Stanisław Szembek
- Vescovo Felicjan Konstanty Szaniawski
- Vescovo Andrzej Stanisław Załuski
- Arcivescovo Adam Ignacy Komorowski
- Arcivescovo Władysław Aleksander Łubieński
- Vescovo Andrzej Stanisław Młodziejowski
- Arcivescovo Kasper Kazimierz Cieciszowski
- Vescovo Franciszek Borgiasz Mackiewicz
- Vescovo Michał Piwnicki
- Arcivescovo Ignacy Ludwik Pawłowski
- Arcivescovo Kazimierz Roch Dmochowski
- Arcivescovo Wacław Żyliński
- Vescovo Aleksander Kazimierz Bereśniewicz
- Arcivescovo Szymon Marcin Kozłowski
- Vescovo Mečislovas Leonardas Paliulionis
- Arcivescovo Bolesław Hieronim Kłopotowski
- Arcivescovo Jerzy Józef Elizeusz Szembek
- Vescovo Stanisław Kazimierz Zdzitowiecki

La successione apostolica è:
- Cardinale Aleksander Kakowski (1913)